# Tarso (Antioquia)
Tarso es un municipio de Colombia, localizado en la subregión Suroeste del departamento de Antioquia. Limita por el norte con los municipios de Salgar y Venecia, por el este con los municipios de Venecia, Fredonia y Jericó, por el sur con los municipios de Jericó y Pueblorrico, y por el oeste con los municipios de Pueblorrico y Salgar.

## Historia
Tal como se sabe, los registros provenientes de 1840 indican que las regiones del sur del departamento de Antioquia comprendidas entre el "Paso de Caramanta” (Ver “Paso de Caramanta”, Municipio de La Pintada), y la desembocadura del río San Juan en el río Cauca, eran selváticas. Después de su descubrimiento y colonización, sin embargo, la región del hoy Tarso se convertiría desde selvática hasta muy próspera.
Tarso es un municipio típico resultante de la Colonización Antioqueña del occidente colombiano. Sus pobladores le cobraron afecto desde el principio y poco después de su establecimiento original lo elevaron a fracción del ya más establecido municipio de Jericó.
La dedicación de los pobladores a esta tierra, y sus reiteradas peticiones al gobierno para adquirir vida independiente condujeron a que, en 1931, se creara legalmente por fin el “Municipio de Tarso”. Intereses de diversos órdenes derogaron esta creación del municipio y continuaron catalogándolo como dependencia de Jericó, hasta que el mismísimo gobierno nacional tuvo que autorizar la vida independiente del distrito en el año de 1936.
Un presbítero natural del municipio de Jericó, sería quien erigiría comenzando el siglo XX, a esta región como Caserío de “Quebradalarga”, siguiendo el nombre de tal accidente natural, y región llamada hoy día, “Tacamocho”. Luego, ya tarde por el año de 1910, el Concejo del municipio de Jericó creó en la zona una inspección con el nombre de “Tarso”. Y en el año de 1911 la población pasó a ser corregimiento.
Sólo hasta 1936 se erigió en calidad de municipio, según ordenanza de la Asamblea de Antioquia.
Continúa siendo un municipio organizado y limpio, con una fuerte tradición cafetera. También apoya su economía en el trabajo comunitario de los trapiches paneleros. Sus hermosos paisajes verdes y su cercanía a Jericó y Pueblorrico son aspectos importantes para el turista.

## Generalidades
- Fundación: El 14 de marzo de 1912
- Erección como municipio: Ordenanza departamental N.º 3 del 23 de marzo de 1936
- Fundadores: Hermanos Pedro, Sandalio, Epifanio, Salvador y Mariano Orozco Ocampo, así como la Sra. Rafaela Gómez Trujillo
- Apelativo: Asia Menor.

Sus carreteras lo conducen, en las cercanías, a los municipios de Venecia, Jericó y Pueblo Rico.
Inicialmente, Tarso fue llamado “Quebradalarga” debido a las condiciones del sector.
En un cerro conocido como Cerro de Paramillo comienza la enorme majestad de la Cordillera de los Andes que corresponde con la región de Tarso.

## División Político-Administrativa
Además de su Cabecera municipal. Tarso tiene bajo su jurisdicción los siguientes centros poblados:
- El Cedrón
- Tacamocho

### Veredas
Además, el municipio está compuesto con las siguientes veredas:
San Francisco, Patio Bonito, Mulato, Mulatico, Morron, La Linda, La Herradura, La Germania ,La Dolores, La Arboleda, El Plan, Chaguany, Cascabel, Canaan.

## Demografía
Población Total: 6 184 hab. (2018)
- Población Urbana: 3 324
- Población Rural: 2 860

Alfabetismo: 79.1% (2005)
- Zona urbana: 81.4%
- Zona rural: 77.6%

### Etnografía
Según las cifras presentadas por el DANE del censo 2005, la composición etnográfica del municipio es: 
- Mestizos & blancos (99,3%)
- Afrocolombianos (0,5%)
- Indígenas (0,2%)

## Economía
Se basa en la agricultura, la ganadería, cítricos, Café, Trapiches.

## Fiestas
- Día del Campesino

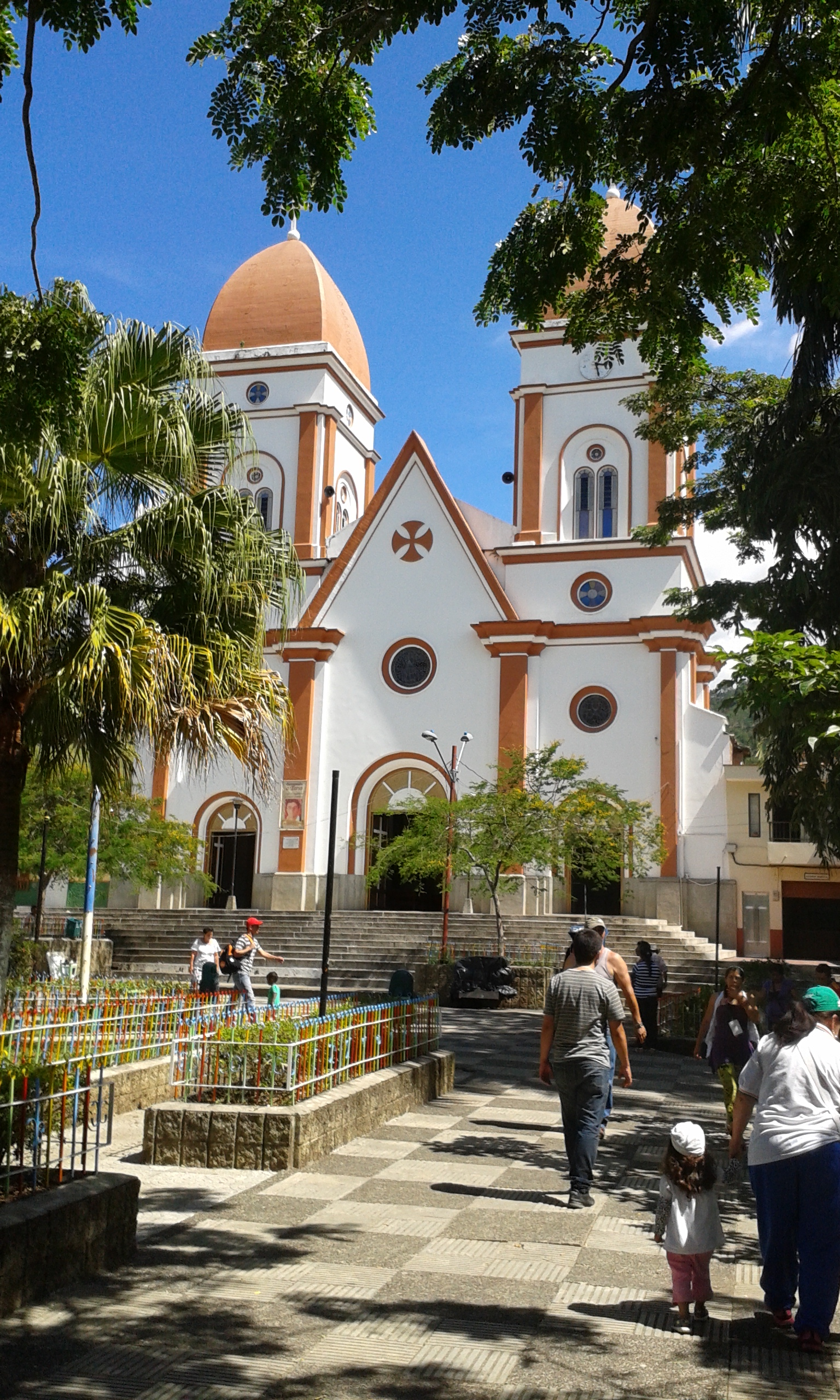
Iglesia municipal.

- Fiestas de la Virgen del Carmen, 16 de julio
- Fiestas de la Raza
- Fiestas patronales de San Pablo, 29 de junio.

## Patrimonio natural e histórico artístico
- Iglesia parroquial de San Pablo de Tarso, de estilo gótico, con tres cuerpos y dos torres
- Piedra del Oso
- Alto La Germania.
- Casa de Jesús Aníbal Gómez.

## Otros sitios de interés
- Río Mulatos
- Río San Juan
- Río Cauca
- Cerro Cristo Rey o Morro de la María
- Mirador Patio Bonito, Jesús Aníbal Gómez
- Parque Educativo "Balcones del Saber"